# SV Darmstadt 98
Sportverein Darmstadt 1898 e.V., SV Darmstadt 98 – niemiecki klub piłkarski z siedzibą w Darmstadt w Hesji.

## Historia
Klub SV Darmstadt 98 założony został 22 maja 1898 jako FC Olympia Darmstadt. W dniu 11 listopada 1919 roku klub używający wówczas nazwę Rasen-Sportverein Olympia połączył się z innym klubem Darmstädter Sport Club 1905 tworząc Sportverein Darmstadt 98. Do początku lat sześćdziesiątych klub występował głównie w lokalnych ligach w Hesji. Po utworzeniu Bundesligi w 1963 roku klub przystąpił do Regionalligi, która stanowiła wówczas drugi stopień rozgrywek ligowych. W 1974 roku klub przystąpił do nowo utworzonej 2. Bundesligi, zaś w 1978 po raz pierwszy awansował do Bundesligi. W sezonie 1978/1979 zespół zajął ostatnie miejsce i został zdegradowany. Po raz drugi Darmstadt awansował do Bundesligi w 1981 roku, lecz i tym razem spadł po sezonie do drugiej ligi. W latach 1982–1993 klub występował 2. Bundeslidze. Od 1993 klub balansował głównie między trzecią a czwartą ligą. W sezonie 2014/2015, zajmując drugie miejsce w rozgrywkach 2. Bundesligi, zespół z Darmstadt ponownie awansował do najwyższej klasy rozgrywkowej. W najwyższej lidze ekipa z Hesji występowała na 2 sezony, po których spadła do 2. Bundesligi. Na 2. poziomie rozgrywkowym SV Darmstadt spędził 6 sezonów, kiedy to w sezonie 2022/2023 awansowała w przedostatniej kolejce rozgrywek.

## Sukcesy
- 5 sezonów w Bundeslidze: 1978–1979, 1981–1982, 2015–2017, 2023–2024.
- 25 sezonów w 2. Bundeslidze: 1974–1978, 1978–1981, 1982–1993, 2014/2015, 2017–2023.
- Puchar Hesji (Hessenpokal) (6): 1966, 1999, 2001, 2006, 2007, 2008.

## Sezony (w XXI wieku)
| Sezon     | Liga               | Poziom | Miejsce w lidze | Uwagi |
| --------- | ------------------ | ------ | --------------- | ----- |
| 1999/2000 | Regionalliga (Süd) | III    | 9               |       |
| 2000/2001 | Regionalliga (Süd) | III    | 5               |       |
| 2001/2002 | Regionalliga (Süd) | III    | 14              |       |
| 2002/2003 | Regionalliga (Süd) | III    | 17              |       |
| 2003/2004 | Oberliga (Hessen)  | IV     | 1               |       |
| 2004/2005 | Regionalliga (Süd) | III    | 5               |       |
| 2005/2006 | Regionalliga (Süd) | III    | 5               |       |
| 2006/2007 | Regionalliga (Süd) | III    | 16              |       |
| 2007/2008 | Oberliga (Hessen)  | IV     | 1 *             |       |
| 2008/2009 | Regionalliga (Süd) | IV     | 15              |       |
| 2009/2010 | Regionalliga (Süd) | IV     | 15              |       |
| 2010/2011 | Regionalliga (Süd) | IV     | 1               |       |
| 2011/2012 | 3 liga             | III    | 14              |       |
| 2012/2013 | 3 liga             | III    | 18              | [ 2 ] |
| 2013/2014 | 3 liga             | III    | 3               |       |
| 2014/2015 | 2. Bundesliga      | II     | 2               |       |
| 2015/2016 | Bundesliga         | I      | 14              |       |
| 2016/2017 | Bundesliga         | I      | 18              |       |
| 2017/2018 | 2. Bundesliga      | II     | 10              |       |
| 2018/2019 | 2. Bundesliga      | II     | 10              |       |
| 2019/2020 | 2. Bundesliga      | II     | 5               |       |
| 2020/2021 | 2. Bundesliga      | II     | 7               |       |
| 2021/2022 | 2. Bundesliga      | II     | 4               |       |
| 2022/2023 | 2. Bundesliga      | II     | 2               |       |
| 2023/2024 | Bundesliga         | I      | 18              |       |
| 2024/2025 | 2. Bundesliga      | II     | 12              |       |

*W związku z reorganizacją rozgrywek piłkarskich w Niemczech w sezonie 2007-08 i wprowadzeniem nowej klasy rozgrywkowej – 3. Liga – zespół z Darmstadt pomimo uzyskania awansu pozostał na czwartym poziomie ligowym.

## Obecny skład
Stan na 8 lutego 2022
| Nr | Poz. | Piłkarz                                      |
| -- | ---- | -------------------------------------------- |
| 1  | BR   | Marcel Schuhen                               |
| 3  | OB   | Thomas Isherwood                             |
| 5  | OB   | Patric Pfeiffer                              |
| 6  | PO   | Marvin Mehlem                                |
| 8  | PO   | Fabian Schnellhardt                          |
| 9  | NA   | Phillip Tietz                                |
| 11 | PO   | Tobias Kempe                                 |
| 13 | BR   | Morten Behrens                               |
| 16 | NA   | Luca Pfeiffer (wypożyczony z FC Midtjylland) |
| 17 | PO   | Frank Ronstadt                               |
| 18 | PO   | Mathias Honsak                               |
| 19 | OB   | Emir Karic                                   |
| 20 | OB   | Jannik Müller                                |
| 21 | BR   | Steve Kroll                                  |

| Nr | Poz. | Piłkarz                  |
| -- | ---- | ------------------------ |
| 22 | NA   | Aaron Seydel             |
| 23 | PO   | Klaus Gjasula            |
| 24 | OB   | Lasse Sobiech            |
| 26 | OB   | Matthias Bader           |
| 27 | PO   | Tim Skarke               |
| 30 | PO   | Adrian Stanilewicz       |
| 32 | OB   | Fabian Holland (kapitan) |
| 33 | PO   | Braydon Manu             |
| 34 | PO   | Leon Müller              |
| 35 | PO   | John Peter Sesay         |
| 36 | NA   | André Leipold            |
| 38 | PO   | Clemens Riedel           |
| 43 | PO   | Nemanja Celic            |

## Trenerzy w historii klubu
- Jörg Berger (1979-1980)
- Eckhard Krautzun (1986-1987, 1989, 1999-2000)
- Jürgen Sparwasser (1990-1991)
- Bruno Labbadia (2003-2006)